# Trichilia mazanensis
Trichilia mazanensis är en tvåhjärtbladig växtart som beskrevs av Macbride. Trichilia mazanensis ingår i släktet Trichilia och familjen Meliaceae. Inga underarter finns listade i Catalogue of Life.